# Колони, Мишель Луи
Мише́ль Луи́ Колони́ (фр. Michel Louis Coloni, 25 августа 1927, Париж, Франция — 6 июля 2016) — католический прелат, первый архиепископ Дижона с 11 мая 1982 года по 13 февраля 2004 год.

## Биография
Родился 25 августа 1927 года в Париже, Франция. 17 апреля 1954 года был рукоположён в священника.
11 мая 1982 года папой Иоанном Павлом II был назначен титулярным епископом Эа и вспомогательным епископом Парижской архиепархии. 8 октября 1982 года состоялось рукоположение Мишеля Луи Колони в епископа, которое совершил кардинал Жан-Мари Люстиже в сослужении с епископом Версаля Луи-Полем-Армоном Симоно и парижским архиепископом Даниэлем-Жозе-Луи-Мари Пезерилем.
30 января 1989 года был назначен епископом Дижона. 8 декабря 2002 года епархия Дижона была возведена в ранг архиепархии и Мишель Луи Колони стал её первым архиепископом.
13 февраля 2004 года подал в отставку.